# Lijst van rijksmonumenten in Biezenmortel
De plaats Biezenmortel telt 9 inschrijvingen in het rijksmonumentenregister. Hieronder een overzicht.
| Object                                                          | Oorspronkelijke functie? | Bouwjaar | Architect | Locatie             | Coördinaten?                  | Nr.?   | Afbeelding        |
| --------------------------------------------------------------- | ------------------------ | -------- | --------- | ------------------- | ----------------------------- | ------ | ----------------- |
| Harendaal: woonstalhuis van een boerderij                       | Boerderij                | 1879     |           | Brabantsehoek 34    | 51° 36' 49" NB, 5° 10' 39" OL | 517018 | Meer afbeeldingen |
| Harendaal: vlaamsche schuur in Ambachtelijk-traditionele stijl, | Boerderij                | 1879     |           | Brabantsehoek 34    | 51° 36' 49" NB, 5° 10' 39" OL | 517019 | Meer afbeeldingen |
| Huize Assisië: hoofdgebouw                                      | Gezondheidszorg          | 1903     |           | Hooghoutseweg 3     | 51° 36' 48" NB, 5° 10' 53" OL | 517021 | Meer afbeeldingen |
| Huize Assisië: Heilig Hartbeeld                                 | Gedenkteken              | 1903     |           | Hooghoutseweg bij 3 | 51° 36' 50" NB, 5° 10' 52" OL | 517022 | Meer afbeeldingen |
| Huize Assisië: boerderij van het langgeveltype                  | Boerderij                | 1903     |           | Nachtegaallaan 5    | 51° 36' 50" NB, 5° 10' 52" OL | 517023 | Meer afbeeldingen |
| Huize Assisië: kapel                                            | Kapel                    | 1903     |           | Hazenpad 8          | 51° 37' 3" NB, 5° 11' 25" OL  | 526014 | Meer afbeeldingen |
| Huize Assisië: neogotisch beeld van de H. Franciscus            | Gedenkteken              | 1903     |           | Hooghoutseweg bij 3 | 51° 36' 55" NB, 5° 11' 10" OL | 526015 | Meer afbeeldingen |
| Huize Assisië: kantine                                          | Horeca                   | ca. 1903 |           | Hooghoutseweg 3     | 51° 37' 3" NB, 5° 11' 25" OL  | 526016 | Upload foto       |
| Huize Assisië: werkplaats                                       | Industrie                | ca. 1903 |           | Hooghoutseweg 3     | 51° 37' 3" NB, 5° 11' 25" OL  | 526017 | Upload foto       |